# زبان‌های چرکسی
زبان چَرکَسی زبانی از زنجیره گویشی زبان‌های قفقازی است که در روسیه، گرجستان، ترکیه و بخش‌هایی دیگر از خاورمیانه توسط مردم چرکس تکلم می‌شود. زبان چرکسی به دو گونه زبانی جدا تقسیم می‌شود: یکی زبان آدیغی با نیم میلیون گویشور و دیگری زبان قاباردی که در مناطق شرقی‌تر جغرافیای پراکندگی چرکس‌ها رایج است، با یک میلیون متکلم. شمار زیادی از مردم اهل ترکیه چرکس تبار هستند اما شمار چرکسی‌زبانان ترکیه کمتر از هفتاد هزار نفر می‌باشد.